# Menaye Donkor
Menaye Donkor (sinh ngày 20 tháng 3 năm 1981) là một nữ doanh nhân, nhà từ thiện và cựu nữ hoàng sắc đẹp Ghana gốc Canada. Cô được trao danhhiệu Hoa hậu Hoàn vũ Ghana 2004, và đại diện cho Ghana trong Hoa hậu Hoàn vũ 2004. Donkor là vợ của cầu thủ bóng đá chuyên nghiệp Ghanaian Sulley Muntari.

## Đầu đời
Menaye Donkor là sống cùng cha mẹ cô ở Accra, Ghana và là người nhỏ nhất trong bảy anh chị em với bốn anh em và hai chị em. Ở tuổi lên bảy, cô thừa hưởng chức danh "Royal Stool Bearer" từ bà nội của cô, mẹ của Nữ hoàng Agona Asafo. Donkor theo học trong thời thơ ấu ở Ghana, sống và học ở Boston, Massachusetts, Hoa Kỳ trong những năm trung học và trở về nơi sinh của cô ở Toronto để học tiếp thị và kinh doanh tại Đại học York, nơi cô tốt nghiệp với tấm bằng danh dự. Vào mùa hè năm 2011, cô học về phim tại The Studio (trước đây gọi là The Sally Johnson Studio) ở thành phố New York và sau đó hoàn thành một khóa học điện ảnh với Brian Deacon tại Học viện Điện ảnh, Truyền thông và Truyền hình Luân Đôn.

## Giải thưởng
Vào tháng 9 năm 2012, Menaye được vinh danh và được chọn bởi Trưởng lão và Thủ lãnh của Agona Asafo ở miền Trung Ghana, để trở thành 'Nkosuohemaa', còn gọi là 'Nữ hoàng phát triển' của Agona Asafo. Danh hiệu chính thức của cô là Nanahemaa Menaye Afumade Afrakoma I. Nó biểu thị trách nhiệm toàn cầu của cô đối với dân tộc cô cũng như những đóng góp của cô đối với xã hội.
Năm 2013, cô nằm trong danh sách 15 người châu Phi có ảnh hưởng nhất ở Canada, liệt kê những cá nhân liên tục truyền cảm hứng cho người khác thông qua những thành tựu to lớn. Trong năm 2015, Menaye được vinh danh với giải thưởng "Người phụ nữ của năm" do Giải thưởng từ thiện trẻ sơ sinh tại Milan trao tặng. Giải thưởng từ thiện trẻ sơ sinh là một tổ chức công nhận công việc của các cá nhân và hiệp hội khác nhau..